# Sandow Birk
Sandow Birk (n. 1962) este un artist plastic american din sudul Californiei., un absolvent al Otis Art Institute of Parsons School of Design (actualmente Otis College of Art and Design) din Los Angeles, California. În calitate de plastician, Birk are o istorie extensivă de expoziții naționale și internaționale, fiind recompensat cu numeroase premii și distincții. A publicat cinci cărți ilustrate de el și a realizat două filme.
Sandow Birk a câștigat următoarele burse NEA International Travel Grant pentru Mexico City în 1995, Guggenheim Fellowship în 1996, respectiv Fulbright Fellowship pentru Rio de Janeiro, Brazilia, în 1997, respectiv premiile  Getty Fellowship pentru pictură în 1999 și City of Los Angeles (COLA) Fellowship în 2001.

## Lucrări publicate
- Sandow Birk's "In Smog and Thunder : Historical works from The Great War of the Californias" / curated by Tyler Stallings, (Laguna Beach, Calif.: Laguna Art Museum, c2000). ISBN 0-86719-497-9
- Incarcerated : visions of California in the 21st century: paintings and prints from the Prisonation series / by Sandow Birk, (Santa Barbara, CA: Santa Barbara Contemporary Arts Forum ; San Francisco, CA : Last Gasp, c2001). ISBN 0-86719-534-7 (pbk.)
- Dante’s Paradiso / illustrated by Sandow Birk ; text adapted by Sandow Birk and Marcus Sanders ; preface by Peter S. Hawkins ; foreword by Mary Campbell ; introduction by Michael F. Meister, (San Francisco: Chronicle Books, c2005). ISBN 0-8118-4720-9
- Dante’s Purgatorio / illustrated by Sandow Birk ; text adapted by Sandow Birk and Marcus Sanders ; preface by Marcia Tanner ; introduction by Michael F. Meister, (San Francisco, CA: Chronicle Books, c2005). ISBN 0-8118-4719-5 (pbk.)
- Dante’s Inferno / illustrated by Sandow Birk ; text adapted by Sandow Birk and Marcus Sanders. Inferno. English, (San Francisco: Chronicle Books, c2004). ISBN 0-8118-4213-4 (pbk.)